# Соболев, Валентин Алексеевич
Валенти́н Алексе́евич Со́болев (род. 11 марта 1947, аул Гудри-Олум, Кизыл-Атрекский район, Ашхабадская область, Туркменская ССР) — деятель советских и российских органов госбезопасности, генерал-полковник.

## Биография
Родился в семье офицера-пограничника.
Трудовую деятельность начал в 1962 г. в строительно-монтажном управлении треста «Ашхабадстрой» г. Ашхабада.
Окончил Московский инженерно-строительный институт им. В. В. Куйбышева (1969).
После окончания института работал мастером, прорабом  в тресте «Туркменсантехмонтаж».
В 1972 году стал работать в Комитете государственной безопасности СССР. Окончил Высшую школу КГБ СССР (1974). 
С 1982 г. работал в 6-м Управлении КГБ СССР. 
Секретарь парткома Главного управления КГБ СССР (1989 – 1991). 
С мая по декабрь 1991 года — начальник управления КГБ по Томской области.
С 1992 года — начальник управления Министерства безопасности Российской Федерации по Томской области.
С августа по декабрь 1993 года — начальник управления экономической безопасности Министерства безопасности Российской Федерации.
С марта 1994 года — член коллегии ФСК РФ.
В 1994—1999 годах заместитель директора ФСБ (до 1995 года ФСК), в 1997—1999 годах первый заместитель директора Федеральной службы безопасности Российской Федерации.
Занимал должность начальника департамента ФСБ по борьбе с терроризмом, затем — должность первого заместителя директора ФСБ — начальника департамента по борьбе с терроризмом.
Заместитель секретаря Совета безопасности РФ (1999—2012).
С 17 июля 2007 года по 12 мая 2008 года — исполняющий обязанности секретаря Совета безопасности РФ. 
В марте 2012 Президент России Дмитрий Медведев подписал указ об отставке 65-летнего Валентина Соболева. Сменил его в должности заместитель секретаря СБ РФ Евгений Лукьянов.
11 декабря 2012 года единогласно избран Президентом Ассоциации ветеранов контрразведки (РОО «Веткон»).

## Семья
Женат, имеет двух дочерей.

## Награды
Награждён орденами Мужества, «За заслуги перед Отечеством» III и IV степеней, «За военные заслуги», медалями, знаком «За службу в контрразведке» I степени. Почётный сотрудник органов контрразведки.